# Sky Sharks
Sky Sharks (traducido aproximadamente: "Tiburones del Cielo") película alemana de terror y comedia del año 2020 dirigida por Marc Fehse. Está protagonizada por Thomas Morris, Barbara Nedeljakova y Eva Habermann. 

## Sinopsis
Un equipo geológico descubre por accidente durante una expedición en la Antártida un laboratorio nazi de la Segunda Guerra Mundial que se mantenía oculto en las profundidades del hielo. En el laboratorio se escondía una terrible arma secreta, la cual es despertada por accidente: un ejército de tiburones modificados genéticamente con la capacidad de volar pilotados por superhumanos zombis nazis surcará los cielos, con terribles consecuencias para todo aquello que se cruce en su camino.
Un grupo militar de élite formado por cuatro soldados estadounidenses caídos en Vietnam se enfrentará a esta amenaza para salvar a la Tierra de la destrucción.

## Reparto
- Thomas Morris [de] como Dr. Klaus Richter.[2]
- Barbara Nedeljakova como Angelique Richter.[2]
- Eva Habermann como Diabla Richter.[2]
- Tony Todd como Mayor general Frost.[2]
- Cary-Hiroyuki Tagawa como Michael Morel.[2]
- Naomi Grossman como Natalie Rochefort.[2]
- Lar Park-Lincoln como Sidney Scott.[2]
- Dave Sheridan como Kifo Mleta.[2]
- Amanda Bearse como Marjorie Phelps.[2]
- Robert LaSardo como Padre Rodriguez.[2]
- Mick Garris como Dr.Gage Creed.[2]
- Lynn Lowry como Madre Mary.[2]
- Travis Love como Pierre Colbert.[2]
- Michaela Schaffrath como Heidi Lönz.[2]

## Producción
La película fue anunciada oficialmente en octubre de 2014 por las productoras Marctropolis-Film y Benfeghoul Productions, revelando que volverían a producir una nueva película tras su cooperación en SPORES. Posteriormente se desvelaban nuevos detalles de la película, como el primer póster promocional y la sinopsis, así como que estaría dirigida por Marc Fehse y que el guion estaría a cargo de A.D. Morel. El presupuesto aproximado de la película es de 2.5 millones de euros.
 La película estuvo presente en Festival de Cannes de 2015, durante el cual se mostró el primer tráiler de la película. Fue a partir de ese momento cuando la película adquirió una mayor popularidad entre el público y la prensa, destacando por lo surreal del concepto. Durante el propio festival se anunció también que el rodaje de la película comenzaría en enero de 2016 en Alemania.

El 12 de mayo de 2015 se abrió un proyecto de micromecenazgo en Kickstarter con una meta de 75.000€. El 15 de junio finalizó la campaña de microfinanciación exitosamente, recaudando 96.377€ con la colaboración de 907 personas.

El 16 de mayo de 2015 se anunció un acuerdo con Sony Pictures Entertainment para adquirir los derechos de distribución de la película. En julio de 2016 la película entraba en la última fase de rodaje antes de pasar a posproducción.

## Marketing
El primer tráiler oficial de la película fue presentado el 12 de mayo de 2015 en el Festival de Cine de Cannes y simultáneamente fue subido a YouTube. En el tráiler aparece un avión de pasajeros siendo atacado por zombis nazis que tripulan tiburones voladores. Posteriormente al mismo canal de YouTube y en Vimeo se le han sumado secuencias detrás de las escenas durante el rodaje y otros vídeos promocionales. 
Un segundo tráiler de la película fue presentado el 8 de mayo de 2016.
Durante la campaña de microfinanciación en Kickstarter, se ofrecieron recompensas a los usuarios que apoyaran la película mediante donaciones tales como camisetas, figuras de tiburones e incluso una novela gráfica que servirá de precuela para la película.